# Callispa boettcheri
Callispa boettcheri es un coleóptero de la familia Chrysomelidae.
Fue descrita científicamente por primera vez en 1931 por Uhmann.